# Kælk under vinter-OL 2018
Kælk under vinter-OL 2018 blev afholdt i Alpensia Sliding Center nær Pyeongchang, Sydkorea. I alt blev fire kælkearrangementer afholdt mellem 10. og 15. februar 2018.

## Medaljer

### Medaljefordeling
| Aking under Vinter-OL 2018 – Pyeongchang | Aking under Vinter-OL 2018 – Pyeongchang | Aking under Vinter-OL 2018 – Pyeongchang | Aking under Vinter-OL 2018 – Pyeongchang | Aking under Vinter-OL 2018 – Pyeongchang | Aking under Vinter-OL 2018 – Pyeongchang |
| ---------------------------------------- | ---------------------------------------- | ---------------------------------------- | ---------------------------------------- | ---------------------------------------- | ---------------------------------------- |
| Nr.                                      | Land                                     | Guld                                     | Sølv                                     | Bronze                                   | Totalt                                   |
| 1                                        | Tyskland                                 | 3                                        | 1                                        | 2                                        | 6                                        |
| 2                                        | Østrig                                   | 1                                        | 1                                        | 1                                        | 3                                        |
| 3                                        | Canada                                   | 0                                        | 1                                        | 1                                        | 1                                        |
| 4                                        | USA                                      | 0                                        | 1                                        | 0                                        | 1                                        |
| Totalt                                   | Totalt                                   | 4                                        | 4                                        | 4                                        | 12                                       |

### Medaljevindere
| Øvelser          | Guld                                                                                 | Guld     | Sølv                                                                     | Sølv     | Bronze                                                                         | Bronze   |
| ---------------- | ------------------------------------------------------------------------------------ | -------- | ------------------------------------------------------------------------ | -------- | ------------------------------------------------------------------------------ | -------- |
| Herrernes single | David Gleirscher · Østrig                                                            | 3:10.702 | Chris Mazdzer · USA                                                      | 3:10.728 | Johannes Ludwig · Tyskland                                                     | 3:10.932 |
| Damernes single  | Natalie Geisenberger · Tyskland                                                      | 3:05.232 | Dajana Eitberger · Tyskland                                              | 3:05.599 | Alex Gough · Canada                                                            | 3:05.644 |
| Double           | Tobias Wendl · Tobias Arlt · Tyskland                                                | 1:31.697 | Peter Penz · Georg Fischler · Østrig                                     | 1:31.785 | Toni Eggert · Sascha Benecken · Tyskland                                       | 1:31.987 |
| Holdkonkurrence  | Tyskland (GER) · Natalie Geisenberger · Johannes Ludwig · Tobias Wendl · Tobias Arlt | 2:24.517 | Canada (CAN) · Alex Gough · Samuel Edney · Tristan Walker · Justin Snith | 2:24.872 | Østrig (AUT) · Madeleine Egle · David Gleirscher · Peter Penz · Georg Fischler | 2:24.988 |